# María Teresa Garibay
María Teresa Garibay (Rosario, Santa Fe) es una Ingeniera Civil, Magíster en Procesos Educativos Mediados por Tecnología y docente argentina. Fue la primera decana mujer de la Facultad de Ciencias Exactas, Ingeniería y Agrimensura de la Universidad Nacional de Rosario. Así mismo, fue la impulsora del programa mujeres en Ingeniería del CONFEDI

## Trayectoria profesional
Estudió ingeniería civil en la Facultad de Ciencias Exactas, Ingeniería y Agrimensura de la Universidad Nacional de Rosario; graduándose en 1978. Ese mismo año comenzó, antes de finalizar sus estudios de grado, su carrera en la docencia universitaria en la Universidad Nacional de Rosario.
En 2011 obtuvo el título de Magíster en Procesos Educativos Mediados por Tecnología de la Universidad Nacional de Córdoba, Argentina.
Entre 2011 y 2015 fue directora de la carrera de Ingeniería Civil de la Facultad de Ciencias Exactas, Ingeniería y Agrimensura de la Universidad Nacional de Rosario. Entre 2015 y 2019 fue decana de esa facultad, siendo la primera mujer en 95 años de la Facultad en asumir dicho cargo. Además, en la Institución fue Secretaría Académica de la Escuela de Ingeniería Civil, Secretaría Técnica, Subsecretaría Académica y Secretaría de Desarrollo Institucional, Consejera Directiva en distintos períodos, y actualmente es Consejera Superior y Directora de la Escuela de Ingeniería Civil.
Fue miembro del equipo técnico del Consejo Federal de Decanos de Ingeniería Argentina (CONFEDI) para la definición de las Competencias Genéricas de ingeniería e integrante del Proyecto ALFA TUNING- América Latina- Universidad de Deusto-España, para definir las Competencias Específicas de ingeniería civil. 
Es miembro del CONFEDI, fue Vicepresidenta entre 2017 y 2018 y en ese período se creó la Comisión de Mujer en Ingeniería, del cual fue Presidenta entre 2018 y 2019, aspecto que desarrolló después de volver del Foro Mundial de Educación en Ingeniería (WEEF) en Seúl en donde conoció la existencia de una asociación de mujeres en tecnología. 

## Mujeres e ingeniería
Dentro de su trabajo en el CONFEDI, Garibay promueve la inserción de las mujeres en Ingeniería y lucha contra los estereotipos de género en esta área.

El problema es que el imaginario colectivo de la profesión es ese hombre con casco amarillo bajo el rayo del sol. Esta imagen desalienta a las mujeres, y además representa solo uno de los miles de escenarios que se dan en ingeniería. En la Ingeniería Mecánica, por ejemplo, si se piensa que esa rama será estar tirado bajo un camión arreglando motores, se están sesgando tareas como diseño, proyecto, consultoría, evaluación y todo lo referido a transformar la calidad de vida de quien usa ese motor. Los campos para desarrollarse son diversos y es deber de las instituciones mostrar a la sociedad cuán atractivos pueden resultar
María Teresa Garibay

## Producción bibliográfica
- Desarrollo del aprendizaje colaborativo empleando tareas mediadas por foros virtuales
- El foro virtual como recurso integrado a estrategias didácticas para el aprendizaje significativo
- Estilos de aprendizaje y de enseñanza en el sistema educativo: desarrollo de competencias en la asignatura geología y geotecnia.